# Slobodan Nikić
Slobodan Nikić (szerb cirill átírással:  Слободан Никић) (Nagybecskerek, 1983. január 25. –) olimpiai bajnok (2016), olimpiai ezüst- (2004) és bronzérmes (2012), háromszoros világbajnok (2005, 2009, 2015), és négyszeres Európa-bajnok (2003, 2006, 2012, 2014) szerb vízilabdázó. 2020 májusától a Ferencváros utánpótlás edzője lett. 2021 októberében a Vasas vezetőedzője lett. A 2022-2023-as idényben LEN-Európa-kupát nyert a csapattal, a döntőben az olasz Savonát legyőzve.

## Eredményei
Játékosként
- Olimpia
  - bajnok 2016
  - ezüstérmes 2004
  - bronzérmes 2012
- Világbajnokság
  - aranyérmes 2005, 2009, 2015
- Európa-bajnokság
  - aranyérmes 2003, 2006, 2012, 2014
- Magyar bajnokság
  - aranyérmes 2018, 2019
  - bronzérmes 2017

Edzőként
- LEN-Európa-kupa
  - győztes 2023
- Magyar bajnokság
  - ezüstérmes 2024